# 當代藝術學院

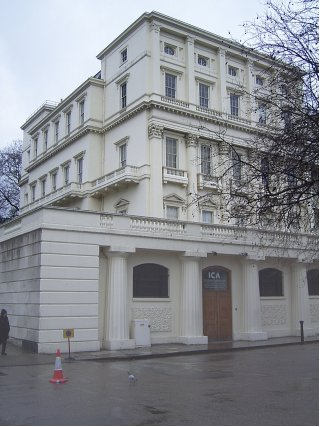
當代藝術學院

當代藝術學院（Institute of Contemporary Arts，ICA）是位於英國倫敦特拉法加廣場附近的一座藝術和文化中心，位於納什府之內，是卡爾頓府聯排的一部分，靠近約克公爵紀念柱和水師提督門。當代藝術學院包括畫廊、一個劇場、兩個電影院、一個書店和一個酒吧。

## 外部連結
- 官方网站
- The ICA Website from 1994-98 reproduced on third-party site
- sounds.bl.uk （页面存档备份，存于）